# Femke Van Den Driessche

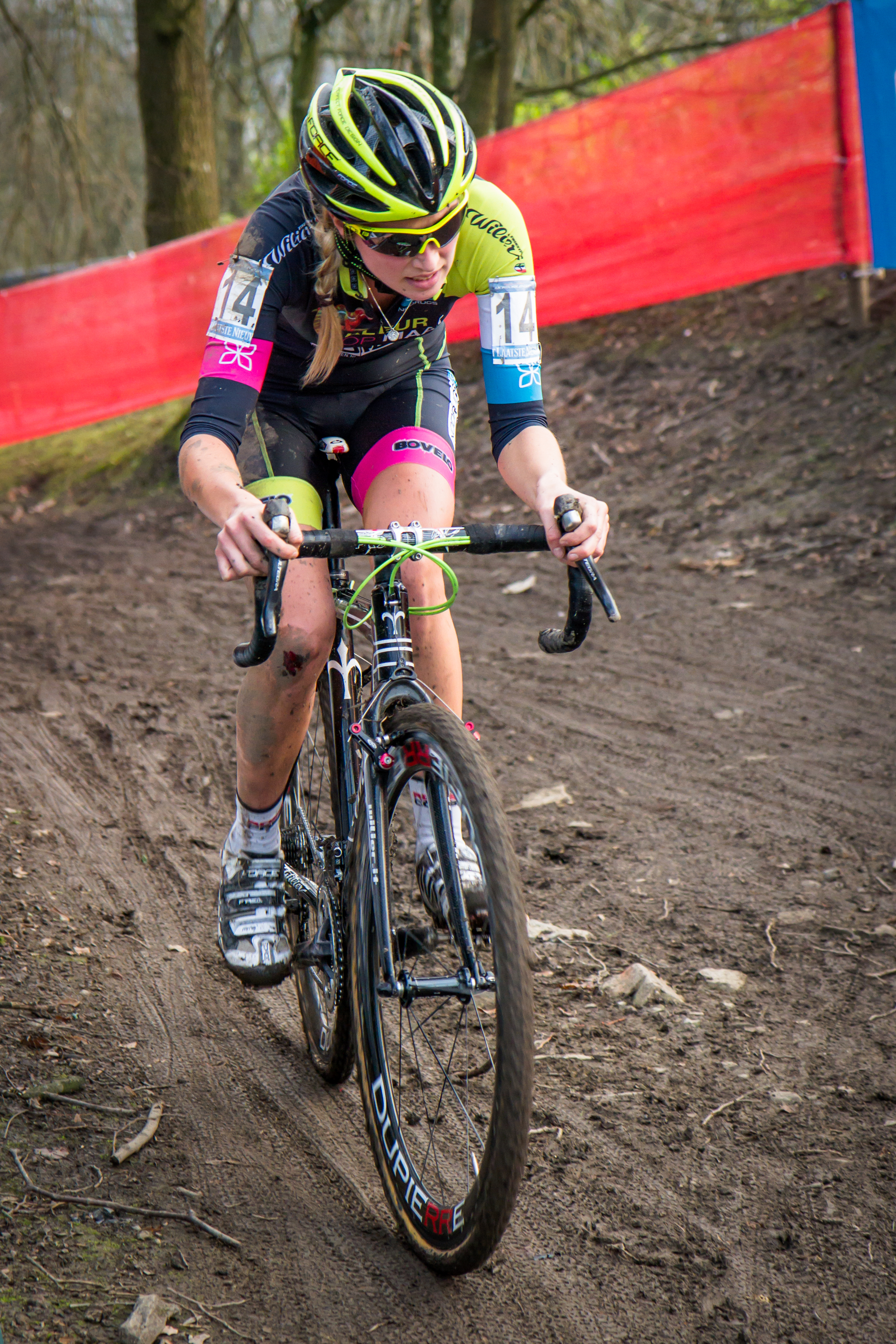
Femke Van Den Driessche in Namur (2015)

Femke Van Den Driessche (* 27. August 1996 in Asse) ist eine ehemalige belgische Radsportlerin, die bei Querfeldeinrennen und auf dem Mountainbike aktiv war. Ihre Laufbahn endete nach einer Sperre wegen Motor-Dopings.

## Sportlicher Werdegang
2011 wurde Femke Van Den Driessche belgische Junioren-Meisterin im Querfeldeinrennen, zwei Jahre später auf dem Mountainbike. 2015 errang sie den Titel der Europameisterin (U23) im Querfeldeinrennen und wurde im Jahr darauf belgische Meisterin in derselben Altersklasse.

### Dopingsperre 2016
Bei den Cyclocross-Weltmeisterschaften 2016 im Januar im belgischen Heusden-Zolder galt Femke Van Den Driessche als eine der Favoritinnen, gab jedoch in der letzten Runde auf.
Kontrolleure des Weltradsportverbandes Union Cycliste Internationale (UCI) fanden in der Box ihres Teams entlang der Strecke bereits während der ersten Runde ein mit Hilfsmotor ausgestattetes Fahrrad. Van Den Driessche beteuerte ihre Unschuld: Bei dem Rad habe es sich nicht um das gehandelt, das sie im Rennen gefahren habe, sondern um das eines Freundes.
Es wurde bestätigt, dass Van Den Driessche das Rennen auf einem regelkonformen Rad bestritten hatte. Zwei Tage später meldete sich der angebliche Besitzer des manipulierten Rades und bestätigte, dass er es im Jahr zuvor von Van Den Driessche gekauft habe. Er habe das Rad am Transporter des Teams abgestellt, worauf es wohl einer der Mechaniker verwechselt, geputzt und eingeladen habe.
In solchen Fällen gilt nicht erst die Verwendung einer motorisierten Rennmaschine im Rennen als regelwidriges Motor-Doping, sondern bereits die Bereitstellung.
Zudem kündigte der italienische Hersteller des Rades Wilier Triestina rechtliche Schritte gegen die Fahrerin an, da der Ruf des Unternehmens wegen ihres Vorgehens geschädigt worden sei.
Vor der Anhörung durch die Disziplinarkommission des Weltradsportverbandes UCI erklärte Femke Van Den Driessche Mitte März 2016 ihren Rücktritt vom Leistungsradsport: „Nach Beratungen mit meinen Anwälten und meiner Familie habe ich beschlossen, nicht weiter gegen eine mögliche Sperre zu kämpfen.“
Am 26. April 2016 gab die UCI bekannt, dass Femke Van Den Driessche rückwirkend ab dem 11. Oktober 2015 für sechs Jahre gesperrt wird. Zudem verlor sie den Europameisterschaftstitel aus dem Jahr 2015 sowie ihren belgischen Meistertitel von 2016 und musste eine Strafe von 20.000 CHF (18.000 Euro) bezahlen. Des Weiteren musste sie die mit den Titeln verbundenen Preise wieder herausgeben. Die Rückdatierung der Sperre weckte Spekulationen, dass es Indizien für frühere Regelverstöße geben müsse.

## Erfolge

### Querfeldeinrennen
2010/2011
- Belgische Junioren-Meisterin

2015/2016
- Europameisterin (U23) (Titel aberkannt)
- Belgische Meisterin (U23) (Titel aberkannt)

### Mountainbike
2013
- Belgische Junioren-Meisterin – Cross-Country